# Cantó de Lunèl

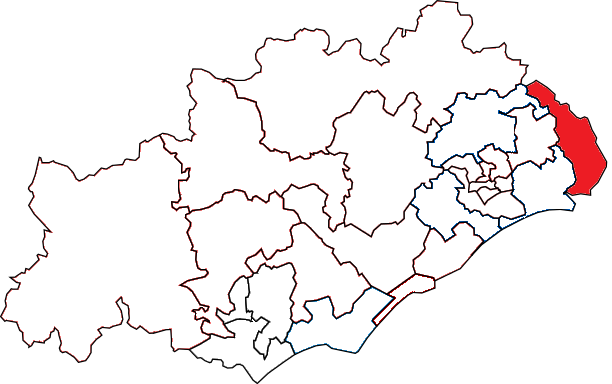
El cantó de Lunel a l'Erau

El cantó de Lunèl és un cantó francès del departament de l'Erau, a la regió d'Occitània. Forma part del districte de Montpeller, té 15 municipis i el cap cantonal és Lunèl.

## Municipis
- Boisseron
- Campanha
- Galargues
- Garrigas
- Lunèl
- Lunèl Vièlh
- Macilhargues
- Sant Cristòu
- Sant Just
- Sant Nasari de Pesan
- Sanch Erièg
- Saturargues
- Saucinas
- Verargues
- Vilatèla